# Pristen (Kursk)
Pristen (russisch Пристень) ist eine Siedlung städtischen Typs in der Oblast Kursk in Russland mit 5297 Einwohnern (Stand 14. Oktober 2010).

## Geographie
Der Ort liegt knapp 70 km Luftlinie südöstlich des Oblastverwaltungszentrums Kursk. Etwa zehn Kilometer östlich fließt die Donezkaja Seimiza, ein linker Nebenfluss des Seim.
Pristen ist Verwaltungszentrum des Rajons Pristenski sowie Sitz und einzige Ortschaft der Stadtgemeinde (gorodskoje posselenije) Possjolok Pristen.

## Geschichte
Der Ort entstand Ende der 1860er-Jahre im Zusammenhang mit der Vorbeiführung der Eisenbahnstrecke Moskau – Charkow und dem Bau der Station Marjino, benannt nach einem Dorf, das wenig früher von Umsiedlern aus dem unweit südöstlich gelegenen Dorf Jarygino gegründet worden war und heute Teil der Siedlung ist. Die Station trug ab 1898 (nach anderen Angaben 1902) den Namen Kleinmichelewo, nach dem früheren Verkehrsminister und Initiatoren des Eisenbahnbaus Pjotr Kleinmichel (1793–1869), dessen Familie im 10 km östlich gelegenen Dorf Pristennoje einen Landsitz besaß. 1915 wurde die Bahnstation in Rschawa umbenannt, nach einem nahen Flüsschen. Dieser Name ging in Folge auf die Stationssiedlung über.
1935 kam der Ort zum neu geschaffenen Marjinski rajon mit Sitz in Marjino, der wenig später nach Rschawa verlegt wurde. Im Zweiten Weltkrieg wurde Rschawa Mitte November 1941 von der deutschen Wehrmacht eingenommen, Anfang Januar 1942 vorübergehend und am 31. Dezember 1942 endgültig von der Roten Armee zurückerobert.
Am 8. August 1959 wurden Rschawa und Marjino zusammengeschlossen, und der Ort erhielt den Status einer Siedlung städtischen Typs unter dem heutigen Namen; der Rajon wurde entsprechend umbenannt.

### Bevölkerungsentwicklung
| Jahr | Einwohner |
| ---- | --------- |
| 1939 | 2455      |
| 1959 | 4238      |
| 1970 | 5078      |
| 1979 | 5341      |
| 1989 | 5696      |
| 2002 | 5590      |
| 2010 | 5297      |
| 2021 | 4912      |

Anmerkung: Volkszählungsdaten

## Verkehr

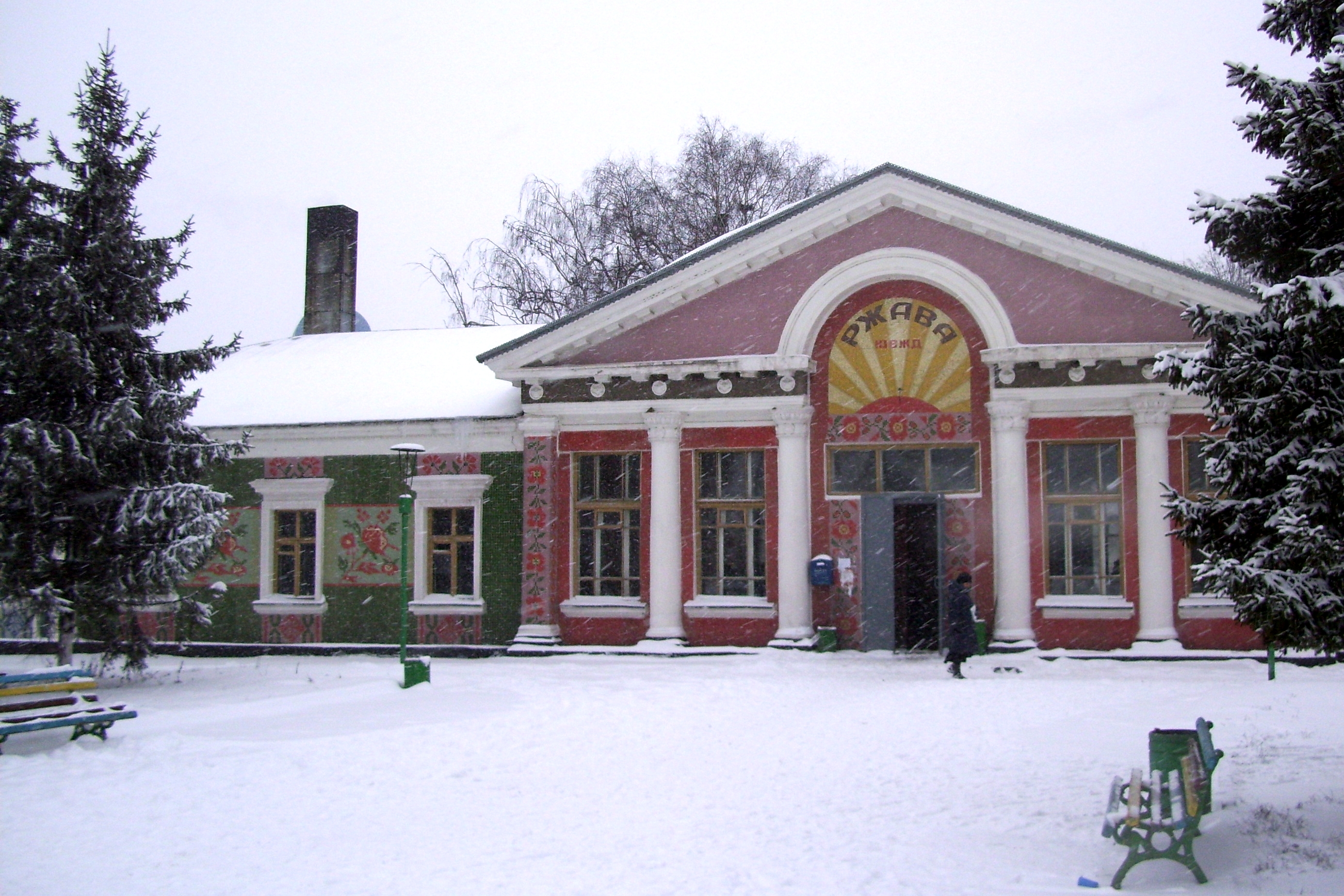
Bahnhof Rschawa

In Pristen befindet sich die Station Rschawa bei Kilometer 615 der auf diesem Abschnitt 1869 eröffneten und seit 1960 elektrifizierten Eisenbahnstrecke Moskau – Kursk – Belgorod – Charkiw (Ukraine). In westlicher Richtung zweigt eine Nebenstrecke ins etwa 30 km entfernte benachbarte Rajonzentrum Obojan ab, die 1882 als Schmalspurbahn (Spurweite 914 mm) eröffnet und 1936/1937 auf Breitspur umgebaut wurde. Eine Güteranschlussstrecke führt zur Station Rschawski Sawod  in der 7 km nördlich gelegenen Siedlung Kirowski.
Nach Pristen verläuft die Regionalstraße 38K-027, die gut 10 km nordwestlich von der 38K-026 abzweigt, die Obojan an der föderalen Fernstraße M2 mit dem nördlich benachbarten Rajonzentrum Solnzewo verbindet.